# (159) Emilia
(159) Emilia es un asteroide que forma parte del cinturón de asteroides y fue descubierto por Paul Pierre Henry desde el observatorio de París, Francia, el 26 de enero de 1876. Está posiblemente nombrado por la Vía Emilia, una antigua calzada romana.

## Características orbitales
Emilia orbita a una distancia media del Sol de 3,102 ua, pudiendo acercarse hasta 2,766 ua y alejarse hasta 3,438 ua. Su excentricidad es 0,1083 y la inclinación orbital 6,131°. Emplea 1995 días en completar una órbita alrededor del Sol.